# 恋の呪文はスキトキメキトキス
「恋の呪文はスキトキメキトキス」（こいのじゅもんはスキトキメキトキス）は、伊藤さやかの3枚目のシングル。1982年10月5日にビクター音楽産業から発売された。規格品番：KV3025。

## 概要
表題曲はフジテレビ系アニメ『さすがの猿飛』オープニングテーマ。B面に収録の「恋のB級アクション」は同アニメの前期エンディングテーマ。
伊藤にとって最大のヒットとなった代表曲。
作詞は「タッチ」などのヒットで知られる康珍化、作曲と編曲はアニメ『うる星やつら』の主題歌「ラムのラブソング」も手掛けた小林泉美。

## 収録曲
| 全作詞: 康珍化、全作曲・編曲: 小林泉美。 |                                  |        |            |      |
| #                                        | タイトル                         | 作詞   | 作曲・編曲 | 時間 |
| A.                                       | 「恋の呪文はスキトキメキトキス」 | 康珍化 | 小林泉美   | 3:12 |
| B.                                       | 「恋のB級アクション」            | 康珍化 | 小林泉美   | 2:54 |

## カバー
| アーティスト名                   | 発表年 | 収録作品（初出）                                                       | 備考                                                             |
| -------------------------------- | ------ | ---------------------------------------------------------------------- | ---------------------------------------------------------------- |
| 「恋の呪文はスキトキメキトキス」 |        |                                                                        |                                                                  |
| 山野さと子                       | 1983年 | オムニバスアルバム                                                     |                                                                  |
| ジ・アニメルズ                   | 1983年 | シングル「アニメドレー 臨時増刊号」                                    | メドレー曲「ときめきアニメ コレクション1983」の内の1曲でカバー。 |
| 山本茉実                         | 1983年 | オムニバスアルバム                                                     | キングレコードの一部のオムニバスアルバムに収録。                 |
| 桃井はるこ                       | 2004年 | アルバム『すぷりんぐ・はず・かむっ』                                   | バーチャルアイドル、中原小麦（CV：桃井はるこ）としてカバー。     |
| 後藤邑子                         | 2010年 | アニソン・カバーアルバム『ごとそん』                                   |                                                                  |
| かせきさいだぁ                   | 2012年 | アルバム『ミスターシティポップ』                                       |                                                                  |
| バンドじゃないもん!              | 2015年 | アルバム『Re:start』                                                   |                                                                  |
| 「恋のB級アクション」            |        |                                                                        |                                                                  |
| かせきさいだぁ                   | 2013年 | アニソン・カバーアルバム『かせきさいだぁのアニソング!! バケイション!』 |                                                                  |

その他
- 2021年3月 - カンロの菓子「ピュレグミ」のCM20篇に「恋の呪文はスキトキメキトキス」が起用される（替え歌「スキトキメキトピュレ」）。CM出演及び歌唱はYouTuberのあさぎーにょ。